# Хейли, Луи
Луи Генри Хейли (англ. Louis Henry Hailey, 10 января 1926, Брисбен — 10 марта 2019, Брисбен) — австралийский хоккеист на траве, вратарь. Участник летних Олимпийских игр 1956 и 1960 годов.

## Биография
Луи Хейли родился 10 января 1925 года в австралийском городе Брисбен.
Учился в университете Квинсленда на архитектора, но не окончил курс.
Играл в хоккей на траве за Квинсленд.
В 1956 году вошёл в состав сборной Австралии по хоккею на траве на Олимпийских играх в Мельбурне, занявшей 5-е место. Играл на позиции вратаря, провёл 4 матча, пропустил 5 мячей (три от сборной Великобритании, два — от Малайзии).
В 1960 году вошёл в состав сборной Австралии по хоккею на траве на Олимпийских играх в Риме, занявшей 6-е место. Играл на позиции вратаря, провёл 9 матчей, пропустил 10 мячей (три от сборной Пакистана, по два — от Новой Зеландии и Кении, по одному — от Польши, Японии и Индии).
Был включён в символическую сборную Квинсленда по хоккею на траве за столетие. Был удостоен награды «За заслуги перед австралийским хоккеем на траве».
В 1969—1988 годах работал селекционером сборной Австралии.
В 1989 году стал членом ордена Австралии, в 2000 году награждён Австралийской спортивной медалью.
В 2000 году участвовал в эстафете огня летних Олимпийских игр в Сиднее.
По профессии был архитектором. С 1952 года работал в компании AH Conrad & TBF Gargett в Брисбене, в 1965 году стал директором компании Conrad, Gargett & Partners. Занимал этот пост до 1982 года, после чего начал частную практику. Занимался проектированием коммерческих и жилых зданий, ландшафтным дизайном.
Умер 10 марта 2019 года в Брисбене.

## Память
В 2002 году был введён в Зал славы австралийского хоккея на траве.

## Семья
Жена Пэт (скончалась раньше него), дочь Паула, сын Бретт.